# Tipus de càncer
La següent és una llista de tipus de càncer. El càncer és un grup de malalties que impliquen augments anormals del nombre de cèl·lules, amb el potencial d'envair o estendre's a altres parts del cos. No tots els tumors o grumolls són cancerosos. Els tumors benignes no es classifiquen com a càncer perquè no s'estenen a altres parts del cos. Hi ha més de 100 càncers diferents coneguts que afecten els humans.
Els càncers sovint es descriuen per la part del cos on es van originar. Tanmateix, algunes parts del cos contenen diversos tipus de teixits, de manera que per a una major precisió, els càncers es classifiquen addicionalment pel tipus de cèl·lula de la qual s'han originat les cèl·lules tumorals. Aquests tipus inclouen:
- Carcinoma: càncers derivats de cèl·lules epitelials. Aquest grup inclou molts dels càncers més comuns que es produeixen en adults grans. Gairebé tots els càncers que es desenvolupen a la mama, la pròstata, el pulmó, el pàncrees i el còlon són carcinomes.
- Sarcoma: càncers que sorgeixen del teixit conjuntiu (és a dir, os, cartílag, greix, nervi), cadascun dels quals es desenvolupa a partir de cèl·lules originàries de cèl·lules mesenquimals fora de la medul·la òssia.
- Limfoma i leucèmia: aquestes dues classes de càncer sorgeixen de cèl·lules immadures que s'originen a la medul·la òssia i tenen la intenció de diferenciar-se i madurar completament en components normals del sistema immunitari i de la sang, respectivament. La leucèmia limfoblàstica aguda és el tipus de càncer més comú en nens i representa el 30% dels casos.[2] Tanmateix, molts més adults que nens desenvolupen limfoma i leucèmia.
- Tumor de cèl·lules germinals: Càncers derivats de cèl·lules pluripotents, que es presenten més sovint al testicle o a l'ovari (seminoma i disgerminoma, respectivament).
- Blastoma: Càncers derivats de cèl·lules "precursores" immadures o teixit embrionari. Els blastomas són generalment més freqüents en nens (per exemple, neuroblastoma, retinoblastoma, nefroblastoma, hepatoblastoma, medul·loblastoma, etc.) que en adults grans.

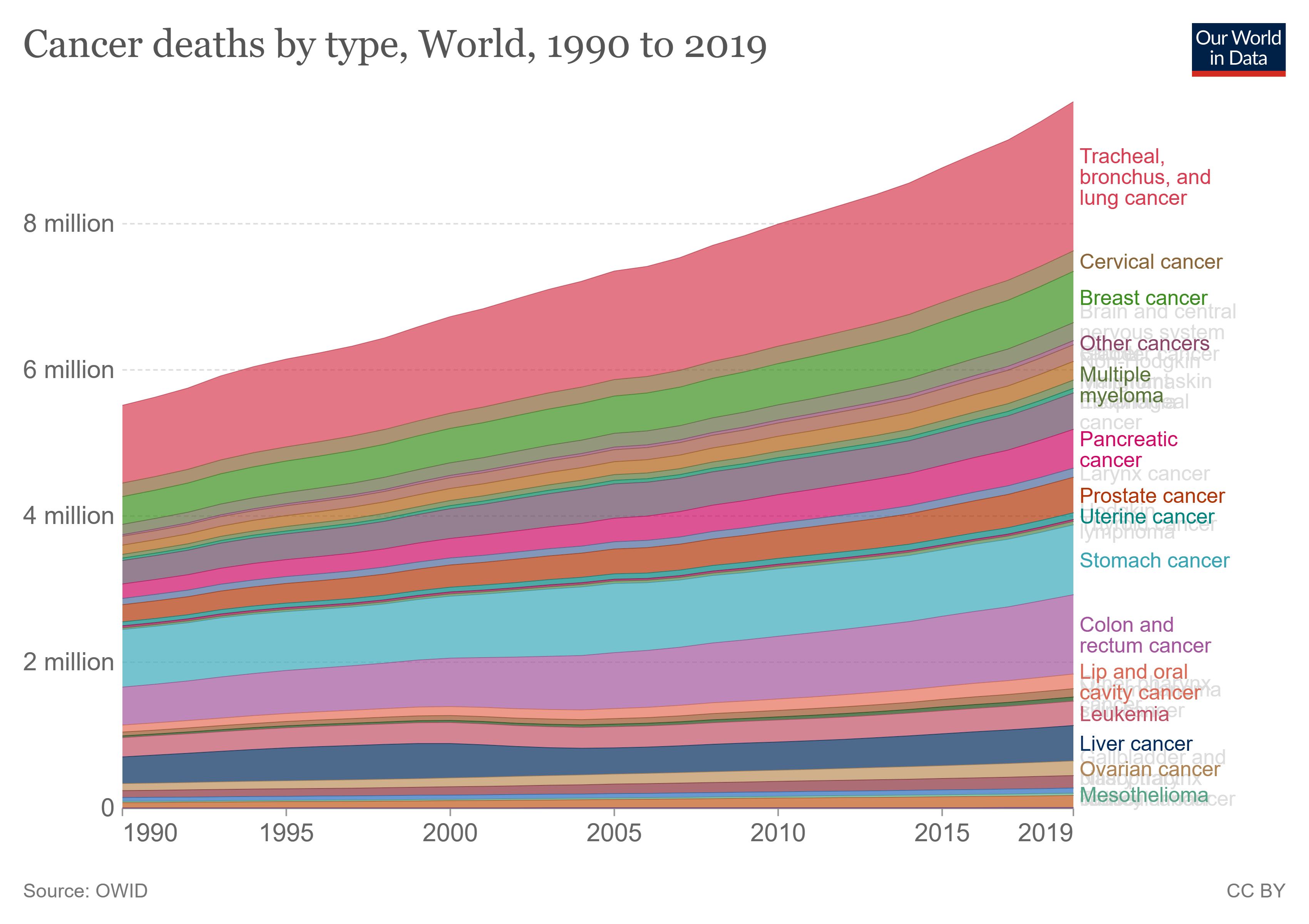
Morts mundials per càncer per tipus de 1990 a 2019, segons dades de l'Estudi de la càrrega global de malaltia 2019

Els càncers solen nomenar-se utilitzant -carcinoma, -sarcoma o -blastoma com a sufix, amb la paraula llatina o grega per a l'òrgan o teixit d'origen com a arrel. Per exemple, el càncer més comú del parènquima hepàtic ("hepato-" = fetge), que sorgeix de cèl·lules epitelials malignes ("carcinoma"), s'anomenaria hepatocarcinoma, mentre que una malignitat derivada de cèl·lules precursores hepàtiques primitives s'anomena hepatoblastoma. De la mateixa manera, un càncer que sorgeix de cèl·lules grasses malignes s'anomenaria liposarcoma.
Per a alguns càncers comuns, s'utilitza el nom anglès de l'òrgan. Per exemple, el tipus més comú de càncer de mama s'anomena carcinoma ductal de mama.
Els tumors benignes (que no són càncers) s'anomenen normalment utilitzant -oma com a sufix amb el nom de l'òrgan com a arrel. Per exemple, un tumor benigne de cèl·lules musculars llises s'anomena leiomioma (el nom comú d'aquest tumor benigne a l'úter és fibroma). De manera confusa, alguns tipus de càncer utilitzen el sufix -noma, exemples com el melanoma i el seminoma.
Alguns tipus de càncer reben el nom de la mida i la forma de les cèl·lules sota un microscopi, com ara el carcinoma de cèl·lules gegants, el carcinoma de cèl·lules fusiformes i el carcinoma de cèl·lules petites.

## Sarcoma ossi i muscular
- Adamantinoma
- Condrosarcoma
- Cordoma
- sarcoma d'Ewing
- Mesenquimoma fibrocartilaginós d'os
- Leiomiosarcoma
- Histiocitoma fibrós maligne d'os/osteosarcoma
- Mixosarcoma
- Osteosarcoma
- Rabdomiosarcoma

## Cervell i sistema nerviós
- Astrocitoma
- Glioma del tronc cerebral
- Carcinoma del plexe coroide
- Astrocitoma cerebel·lar
- Astrocitoma cerebral
- Craniofaringioma
- Ependimoma
- Ganglioneuroma
- Glioblastoma
- Glioma
- Hemangioblastoma
- Medulloblastoma
- Meningioma
- Neuroblastoma
- Neurofibroma
- Oligodendroglioma
- Paraganglioma
- Astrocitoma pineal
- Pineocitoma
- Pineoblastoma
- Adenoma hipofisari
- Astrocitoma pilocític
- Limfoma primari del sistema nerviós central
- Tumor neuroectodèrmic primitiu
- Schwannoma
- Via visual i glioma hipotalàmic

## Pit
- Càncer de mama
- Carcinoma ductal in situ
- Càncer de mama inflamatori
- Carcinoma ductal invasiu
- Carcinoma lobular invasiu
- Carcinoma tubular
- Carcinoma cribriforme invasiu de mama (també anomenat carcinoma cribriforme invasiu)
- Carcinoma medul·lar
- Càncer de mama masculí
- Tumor de filodes
- Carcinoma secretor mamari
- Carcinoma mucinos de mama
- Carcinomes papil·lars de mama

## Sistema endocrí
- Adenoma adrenocortical
- Carcinoma adrenocortical
- Carcinoide
- Gastrinoma
- Glucagonoma
- Insulinoma
- Carcinoma de cèl·lules dels illots (pàncrees endocrí)
- Carcinoma de cèl·lules de Merkel
- Síndrome de neoplàsia endocrina múltiple
- Càncer de pàncrees
- Càncer de paratiroides
- Feocromocitoma
- Somatostatinoma
- Càncer de tiroide
- VIPoma

## Ull
- Melanoma conjuntival
- Glioma del nervi òptic
- Limfoma orbital
- Retinoblastoma
- Melanoma uveal

## Gastrointestinal
- Càncer anal
- Apèndix càncer
- Colangiocarcinoma
- Tumor carcinoide, gastrointestinal
- Càncer de còlon
- Càncer duodenal
- Càncer de vies biliars extrahepàtiques
- Càncer de vesícula biliar
- Càncer gàstric (d'estómac).
- Tumor carcinoide gastrointestinal
- Tumor de l'estroma gastrointestinal (GIST)
- Hepatoblastoma
- Càncer hepatocel·lular
- Càncer de pàncrees, cèl·lula illot
- Càncer de recte
- Càncer d'intestí prim

## Genitourinari i ginecològic
- Càncer de bufeta
- Càncer cervical
- Coriocarcinoma
- Carcinoma embrionari
- Càncer d'endometri
- Tumor del sinus endodèrmic
- Tumor extragonadal de cèl·lules germinals
- Càncer de trompes de Fal·lopi
- Tumor trofoblàstic gestacional
- Càncer de ronyó
- Tumor de cèl·lules de Leydig
- Càncer d'ovari
- Càncer epitelial d'ovari ( tumor epitelial-estromal superficial )
- Tumor de cèl·lules germinals d'ovari
- Càncer de penis
- Càncer de pròstata
- Carcinoma de cèl·lules renals
- Pelvis renal i urèter, càncer de cèl·lules transicionals *
- Seminoma
- Tumor serós
- Tumor de cèl·lules de Sertoli
- Teratoma
- Càncer testicular
- Càncer de cèl·lules transicionals ( carcinoma urotelial )
- Urètre i pelvis renal
- Càncer uretral
- Sarcoma uterí
- Càncer vaginal
- Càncer vulvar
- Tumor de Wilms (nefroblastoma)

## Cap i coll
- Càncer d'esòfag
- Càncer de cap i coll
- Carcinoma nasofarínge
- Càncer oral
- Càncer orofarínge
- Càncer de sins paranasal i cavitat nasal
- Càncer de faríngia
- Càncer de glàndules salivals
- Càncer d'hipofarínge

## Hematopoètica
- Leucèmia bifenotípica aguda
- Leucèmia eosinofílica aguda
- Leucèmia limfoblàstica aguda
- Leucèmia mieloide aguda
- Leucèmia aguda de cèl·lules dendrítiques mieloides
- Limfoma relacionat amb la sida
- Limfoma anaplàsic de cèl·lules grans
- Limfoma angioimmunoblàstic de cèl·lules T
- Leucèmia prolimfocítica de cèl·lules B
- Limfoma de Burkitt
- Leucèmia limfocítica crònica
- Leucèmia mieloide crònica
- Limfoma cutània de cèl·lules T
- Limfoma difús de cèl·lules B grans
- Limfoma fol·licular
- Leucèmia de cèl·lules piloses
- Limfoma hepatosplènic de cèl·lules T
- Limfoma de Hodgkin
- Limfoma intravascular de cèl·lules B grans
- Leucèmia limfocítica granular gran
- Limfoma limfoplasmocític
- Granulomatosi limfomatoide
- Limfoma de cèl·lules del mantell
- Limfoma de cèl·lules B de la zona marginal
- Leucèmia de mastòcits
- Limfoma de cèl·lules B grans del mediastí
- Mieloma múltiple/neoplàsia de cèl·lules plasmàtiques
- Síndromes mielodisplàsiques
- Limfoma de teixit limfoide associat a la mucosa
- Micosi fungoide
- Limfoma de cèl·lules B de la zona marginal ganglionar
- Limfoma no Hodgkin
- Leucèmia limfoblàstica B precursora
- Limfoma primari del sistema nerviós central
- Limfoma folicular cutani primari
- Immunocitoma cutani primari
- Limfoma de vessament primari
- Limfoma plasmablàstic
- Síndrome de Sézary
- Limfoma de la zona marginal esplènica
- Leucèmia prolimfocítica de cèl·lules T

## Pell
- Carcinoma basocel·lular
- Carcinoma de cèl·lules escamoses
- Càncer de pell de cèl·lules escamoses
- Tumors annexos de la pell (per exemple, carcinoma sebaci)
- Melanoma
- Carcinoma de cèl·lules de Merkel
- Queratoacantoma
- Sarcomes d'origen cutani primari (per exemple, dermatofibrosarcoma protuberans)
- Limfomes d'origen cutani primari (p. ex. micosis fungoide)

## Sarcoma de teixit tou
- Angiosarcoma
- Fibrosarcoma
- Liposarcoma
- Tumor maligne de la beina del nervi perifèric
- Sarcoma sinovial
- Blastoma

## Toràcic i respiratori
- Adenocarcinoma de pulmó
- Carcinoma de pulmó de cèl·lules escamoses basaloides
- Adenomes bronquials / carcinoides
- Carcinoma de cèl·lules gegants de pulmó
- Carcinoma de pulmó de cèl·lules grans
- Carcinoma de pulmó de cèl·lules grans amb fenotip rabdoide
- Càncer de laringe
- Mesotelioma
- Càncer de pulmó de cèl·lules no petites
- Carcinoma de pulmó de cèl·lules no petites
- Blastoma pleuropulmonar
- Carcinoma sarcomatoide de pulmó
- Càncer de pulmó de cèl·lules petites
- Carcinoma de cèl·lules escamoses de pulmó
- Timoma i carcinoma tímic

## Relacionats amb el VIH/SIDA
- Càncers relacionats amb la sida
- Sarcoma de Kaposi